# Alexander Ludwig (calciatore)
Alexander Ludwig (Waltershausen, 31 gennaio 1984) è un ex calciatore tedesco, di ruolo centrocampista.

## Caratteristiche tecniche
Trequartista, può giocare anche come esterno destro o come seconda punta.
Nel 2001 è stato inserito nella lista dei migliori calciatori stilata da Don Balón.